# Osmo Vänskä
Osmo Antero Vänskä, né le 28 février 1953 à Sääminki, est un chef d'orchestre, clarinettiste et compositeur finlandais.

## Biographie
Il fut d'abord premier clarinette de l'Orchestre philharmonique d'Helsinki, puis étudia la direction d'orchestre à l'Académie Sibelius avec Jorma Panula. Il remporta en 1982 le Concours international de jeunes chefs d'orchestre de Besançon. Il devint chef invité de l'Orchestre symphonique de Lahti en 1985 et chef principal en 1988, et c'est avec cet orchestre qu'il gagna une importante renommée qui lui ouvrit une carrière internationale.
Son répertoire est très étendu, mais il est surtout connu pour ses excellentes interprétations des compositeurs nordiques, notamment Grieg, Sibelius et Nielsen. Il a enregistré la musique de Kalevi Aho, Einojuhani Rautavaara, Bernhard Crusell, Uuno Klami, Tauno Marttinen, Robert Kajanus, Sofia Goubaïdoulina, Joonas Kokkonen, Jan Sandström, et Fredrik Pacius.
Osmo Vänskä a été chef de l'Orchestre symphonique d'Islande entre 1993 et 1996. De 1996 à 2002, il a été chef de l'Orchestre symphonique écossais de la BBC, avec lequel il a enregistré l'intégrale des symphonies de Carl Nielsen. Depuis 2003, il est chef de l'Orchestre symphonique du Minnesota, orchestre avec lequel il a entrepris l'enregistrement des symphonies de Beethoven. En 2005, Vänskä signé une prolongation de contrat avec l'Orchestre du Minnesota jusqu'en 2011. En septembre 2009, l'orchestre a annoncé la prolongation du contrat de Vänskä pour la saison 2014-2015. Il a annoncé sa démission le 1er octobre 2013, une année après un conflit de longue durée entre la direction et les musiciens. En janvier 2014, Vänskä et l'Orchestre du Minnesota a remporté un Grammy pour la meilleure interprétation orchestrale des symphonies no 1 et no 4 de Sibelius. Il a été re-nommé directeur musical de l'Orchestre du Minnesota en avril 2014 avec un contrat de deux ans, qui a été étendu, en mai 2015 pour durer jusqu'en août 2019.
En 2006, l'orchestre du Minnesota a créé la première œuvre de Vänskä « Here!...Beyond? ». En mai 2008, une pièce orchestrale composée par Vänskä intitulée « The Bridge » a été créée sous la direction de William Schrickel, assistant-directeur bassiste de l'Orchestre du Minnesota.